# الطريق الأوروبي E14
الطريق الأوروبي E14 هو جزء من شبكة الطرق الأوروبية الدولية. يبدأ في تروندهايم بالنرويج وينتهي في سوندسفال بالسويد. يبلغ طوله 449 كيلومتر (279 ميل).